# Eredivisie ijshockey
Eredivisie ijshockey (česky: Liga ledního hokeje) je jedinou profesionální ligou ledního hokeje organizovanou Nederlandse Ijshockey Bond (česky: Nizozozemský svaz ledního hokeje) v Nizozemsku. Liga byla vytvořena v roce 1945 a pravidelně se hraje od roku 1964. Momentálně hraje ligu pět týmů (z toho jeden z Belgie). Vítězný tým ligy se stává šampioném Nizozemska a reprezentuje svou zemi v Kontinentálním poháru.

## Historie soutěže
Nizozemská hokejová liga byla poprvé zformována po Druhé světové válce. První sezóna se hrála v letech 1945-46 za účasti tří týmů (z Amsterdamu, z Hague a Tilburgu). Od roku 1950 do roku 1964 se ale liga nehrála a byla obnovena až pro sezónu 1964-64 a pokračuje bez přerušení až dodnes. Počet týmů v lize postupem času kolísá od 3 do 10 klubů, a tak i počet ligových kol (4 - 36 kol).

## Systém soutěže
Počet účastníků v lize se snížil v sezóně 2014-15 na pouhých 5 po odstoupení HYS The Hague a Dordrecht Lions. Základní část hrají týmy každý s každým celkově šestkát (tři utkání doma a tři venku). Následně první čtyři kluby postupují do semifinále play-off. Semifinále i finále se hrají na čtyři vítězná utkání.

## Týmy
Složení ligy pro rok 2014/2015.
| Tým                        | Město          | Stadión                   | Kapacita |
| -------------------------- | -------------- | ------------------------- | -------- |
| Laco Limburg Eaters Geleen | Sittard-Geleen | Glanerbrook Ijshal        | 1 2000   |
| Eindhoven Kemphanen        | Eindhoven      | Ijssportcentrum Eindhoven | 2 500    |
| UNIS Flyers                | Heerenveen     | Thialf IJsstadion         | 3 500    |
| HYC Herentals              | Herentals      | Bloso Centrum Netepark    | 1 200    |
| Destil Trappers Tilburg    | Tilburg        | Stappegoor Tilburg        | 2 500    |

## Předchozí vítězové
Vítězové nizozemské ligy od roku 1946
| Season    | Winner                         |
| --------- | ------------------------------ |
| 1945–46   | H.H.IJ.C. Den Haag             |
| 1946–47   | T.IJ.S.C. Tilburg              |
| 1947–48   | H.H.IJ.C. Den Haag             |
| 1948–49   | nerálo se                      |
| 1949–50   | IJsvogels Amsterdam            |
| 1950–64   | nerálo se                      |
| 1964–65   | H.IJ.S. Hoky Den Haag          |
| 1965–66   | H.IJ.S. Hoky Den Haag          |
| 1966–67   | H.IJ.S. Hoky Den Haag          |
| 1967–68   | H.IJ.S. Hoky Den Haag          |
| 1968–69   | H.IJ.S. Hoky Den Haag          |
| 1969–70   | S.IJ. Den Bosch                |
| 1970–71   | Tilburg Trappers               |
| 1971–72   | Tilburg Trappers               |
| 1972–73   | Tilburg Trappers               |
| 1973–74   | Tilburg Trappers               |
| 1974–75   | Tilburg Trappers               |
| 1975–76   | Tilburg Trappers               |
| 1976–77   | Feenstra Verwarming Heerenveen |
| 1977–78   | Feenstra Verwarming Heerenveen |
| 1978–79   | Feenstra Flyers Heerenveen     |
| 1979–80   | Feenstra Flyers Heerenveen     |
| 1980–81   | Feenstra Flyers Heerenveen     |
| 1981–82   | Feenstra Flyers Heerenveen     |
| 1982–83   | Feenstra Flyers Heerenveen     |
| 1983–84   | Vissers Nijmegen               |
| 1984–85   | Deko Builders Amsterdam        |
| 1985–86   | Lada GIJS Groningen            |
| 1986–87   | IJ.H.C. Rotterdam Panda's      |
| 1987–88   | Spitman Nijmegen               |
| 1988–89   | Gunco Panda's Rotterdam        |
| 1989–90   | Gunco Panda's Rotterdam        |
| 1990–91   | Peter Langhout Reizen Utrecht  |
| 1991–92   | Pro Badge Utrecht              |
| 1992–93   | Flame Guards Nijmegen          |
| 1993–94   | Couwenberg Trappers Tilburg    |
| 1994–95   | Couwenberg Trappers Tilburg    |
| 1995–96   | CVT Keuken Trappers Tilburg    |
| 1996–97   | Fulda Tigers Nijmegen          |
| 1997–98   | Van Heumen Tigers Nijmegen     |
| 1998–99   | Agio Huys Tigers Nijmegen      |
| 1999–2000 | Agio Huys Tigers Nijmegen      |
| 2000–01   | Diamant Trappers Tilburg       |
| 2001–02   | Boretti Tigers Amsterdam       |
| 2002–03   | Boretti Tigers Amsterdam       |
| 2003–04   | Amsterdam Bulldogs             |
| 2004–05   | Amsterdam Bulldogs             |
| 2005–06   | Hatulek Emperors Nijmegen      |
| 2006–07   | Destil Trappers Tilburg        |
| 2007–08   | Destil Trappers Tilburg        |
| 2008–09   | HYS The Hague                  |
| 2009–10   | Romijnders Devils Nijmegen     |
| 2010–11   | HYS The Hague                  |
| 2011–12   | Ruijters Eaters Geleen         |
| 2012–13   | HYS The Hague                  |
| 2013–14   | Destil Trappers Tilburg        |
| 2014–15   | Destil Trappers Tilburg        |
| 2015–16   | UNIS Flyers                    |
| 2016–17   | UNIS Flyers                    |
| 2017–18   | HYS The Hague                  |
| 2018–19   | Ahould Devils Nijmegen         |
| 2019–20   | UNIS Flyers                    |
| 2021–22   | HYS The Hague                  |